# Toldaos (Triacastela)
Toldaos (llamada oficialmente San Salvador de Toldaos) es una parroquia y una aldea española del municipio de Triacastela, en la provincia de Lugo, Galicia.

## Otras denominaciones
La parroquia también es conocida por el nombre de O Salvador de Toldaos.

## Organización territorial
La parroquia está formada por seis entidades de población:
- Encrucilladas (As Encrucilladas)
- Fompernal
- Furco (O Furco)
- San Salvador
- Toldaos
- Vilarce

## Demografía

### Parroquia
| Gráfica de evolución demográfica de Toldaos (parroquia) entre 2000 y 2021 |
|                                                                           |
| Datos según el nomenclátor publicado por el INE.                          |

### Aldea
| Gráfica de evolución demográfica de Toldaos (aldea) entre 2000 y 2021 |
|                                                                       |
| Datos según el nomenclátor publicado por el INE.                      |